# جون ستونهاوس
جون طومسون ستونهاوس (28 يوليو 1925 – 14 أبريل 1988) كان سياسيًا من حزب العمال البريطاني والجمعية التعاونية ورجل أعمال ووزير والذي حضر مجلس وزراء هارولد ويلسون . يُذكر ستونهاوس لمحاولته الفاشلة لتزييف وفاته في عام 1974. يُزعم أيضًا أن ستونهاوس كان عميلًا للمخابرات العسكرية لجمهورية تشيكوسلوفاكيا الاشتراكية . 

## النشأة والتعليم
ولد ستونهاوس في 28 يوليو 1925 ،  في ساوثهامبتون ، وهو الابن الثاني والأصغر من بين أربعة أطفال لمهندس مكتب البريد ثم مُصمم محركات ترسانات بناء السفن لاحقاً ويليام ميتشل ستونهاوس ، وروزينا ماري ، نيي تايلور.    كان والده السكرتير المحلي لنقابة العمال الخاصة به.   انضم ستونهاوس إلى حزب العمال في سن السادسة عشرة. كانت والدته ، والتي كانت سابقاً خادمة مطبخ، سادس امرأة تتولى رئاسة بلدية ساوثهامبتون  وعضو مجلس مدينة ساوثهامبتون من عام 1936 إلى عام 1970. 
تلقى ستونهاوس تعليمه في مدرسة تونتون (الآن كلية ريتشارد تونتون السادسة النموذجية ) ، وساوثامبتون ، وكلية لندن للاقتصاد (LSE) ، حيث تلقى تعليمه للحصول على درجة البكالوريوس في الاقتصاد بعد الحرب.  خلال الفترة التي قضاها في LSE ، كان رئيسًا لكل من نادي الشطرنج  وجمعية العمال.  يتذكر عالم السياسة برنارد كريك ، الذي كان طالبًا معاصرًا لستونهاوس ، أن لقبه آنذاك كان "اللورد جون" ، وأن "محادثته كانت صريحة حول أفضل السبل للحصول على مقعد برلماني ". 
اصبح ستونهاوس خبيرا اقتصاديا وانخرط في مشروع تعاوني حيث كان مديرًا للجمعيات التعاونية الأفريقية في أوغندا (1952-1954) وشغل منصب مدير (1956-1962) ورئيس (1962-1964) لجمعية لندن التعاونية . 

## الحياة السياسية
لم يوفق ستونهاوس في انتخابات مجلس مقاطعة لندن عام 1949 في نوروود. انتخب لأول مرة كعضو تعاوني لحزب العمال في البرلمان (MP) وينزبيري في ستافوردشاير في انتخابات فرعية عام 1957 ، بعد أن تنافس في تويكنهام في عام 1950 وبورتون في عام 1951 .
في فبراير 1959 ، سافر ستونهاوس إلى اتحاد روديسيا ونياسالاند في جولة لتقصي الحقائق أدان فيها حكومة الأقلية البيضاء في روديسيا الجنوبية . شجع السود على الدفاع عن حقوقهم في حديثه إلى المؤتمر الوطني الأفريقي لجنوب روديسيا وقال إنهم يحظون بدعم حزب العمال البريطاني . تم ترحيله على الفور من روديسيا الجنوبية ومُنع من العودة بعد عام. 
خدم ستونهاوس كوزير دولة للطيران ، حيث شارك في طلب BOAC لطائرة بوينج 707 من الولايات المتحدة ضد توصيته الخاصة بضرورة شراء طائرة بريطانية ، Super Vickers VC10 . أدى ذلك إلى توجيه اتهامات ضد زملائه حول أسباب القرار. في مارس 1968 تفاوض على اتفاقية توفر إطارًا للتنمية طويلة الأجل للتعاون التكنولوجي بين بريطانيا وتشيكوسلوفاكيا. ونص على تبادل المتخصصين والمعلومات وتسهيلات الدراسة والبحث في مجال التكنولوجيا وأشكال التعاون الصناعي الأخرى التي يمكن الاتفاق عليها. 
أثناء وجوده في المكتب الاستعماري ، استمر صعود ستونهاوس وفي عام 1967 أصبح وزير دولة للتكنولوجيا في عهد توني بين ولاحقًا مدير مكتب البريد حتى ألغي هذا المنصب بموجب قانون مكتب البريد لعام 1969 .
عمل وزيراً للبريد والاتصالات في عام 1970و أشرف على التشويش المتعمد لمحطة راديو بحر الشمال الدولية . عندما هُزم حزب العمل في الانتخابات العامة عام 1970 ، لم يتم تعيينه في حكومة الظل .
عندما ألغيت دائرة وينزبري في عام 1974 انتخب لدائرة والسال الشمالية في فبراير 1974 . على الرغم من أن حزب العمل يحكم الأقلية ، دعي ستونهاوس إلى انتخابات أخرى في سبتمبر ، وأعيد انتخابه بأغلبية متزايدة قرابة 16000 في انتخابات أكتوبر 1974 ، حيث فاز حزب العمل بأغلبية ضئيلة ، قبل ستة أسابيع فقط من اختفائه. وكانت آخر مساهمة برلمانية له قبل اختفائه على أسئلة رئيس الوزراء في 14 نوفمبر / تشرين الثاني حيث سافر إلى ميامي ، فلوريدا في 17 نوفمبر.

## مزاعم التجسس
يُزعم أن ستونهاوس بدأ التجسس لصالح تشيكوسلوفاكيا في عام 1962. في اجتماع مع هارولد ويلسون في عام 1969 ، أبلغ شخص مخبر مؤكدا لستونهاوس أنه عميل في المخابرات التشيكوسلوفاكية حيث أن المخبر كان منشقاً عن المخابرات التشيكوسلوفاكية واستجوب من قبل من أجهزة الأمن الأمريكية.  في ذلك الوقت ، نجح ستونهاوس في الدفاع عن نفسه.  في عام 2009 ، تم إثبات ادعاء التجسس في لـ MI5 ، The Defense of the Realm (2009) من قبل مؤرخ كامبريدج كريستوفر أندرو .  في ديسمبر 2010 ، تم الكشف عن أنه في عام 1980 وافقت رئيسة الوزراء آنذاك مارجريت تاتشر على التستر على ما تم الكشف عنه من أن ستونهاوس كان جاسوسًا تشيكوسلوفاكيًا منذ الستينيات نظرًا لعدم وجود أدلة كافية لتقديمه إلى المحاكمة.  حتى تم الكشف عن راي موبي في يونيو 2012 وهو عضو في حكومة المحافظين لفترة وجيزة ،  حيث كان ستونهاوس الوزير الوحيد المعروف بأنه كان وكيلًا للكتلة الشرقية السابقة.

## مصالح تجارية
بعد عام 1970 ، أسس ستونهاوس العديد من الشركات في محاولة لتأمين دخل منتظم. بحلول عام 1974 ، كان معظم هؤلاء في مشكلة مالية ، ولجأ إلى المحاسبة الإبداعية الخادعة. وإدراكًا منه أن وزارة التجارة والصناعة كانت تنظر في شؤونه ، قرر أن أفضل خيار له هو الفرار. تشير الوثائق السرية للحكومة البريطانية التي رفعت عنها السرية في عام 2005 إلى أن ستونهاوس قضى شهورًا في التمرن على هويته الجديدة وهي هوية جوزيف ماركهام ، الزوج المتوفى لأحد الناخبين. 

## تزوير الموت
حافظ ستونهاوس على التظاهر بالحياة الطبيعية حتى زيف وفاته في 20 نوفمبر 1974 ، تاركًا كومة من الملابس على شاطئ في ميامي بيتش ليبدو أنه ذهب للسباحة وغرق أو ربما قتل على يد سمكة قرش.  اُفترض أنه مات ونُشر نعي على الرغم من حقيقة أنه لم يتم العثور على جثة. لكن في الواقع كان في طريقه إلى أستراليا ، على أمل أن يبدأ حياة جديدة مع عشيقته وسكرتيرته ، شيلا باكلي. 
شرع ستونهاوس باستخدام هويات مزيفة في تحويل مبالغ كبيرة من المال بين البنوك كوسيلة أخرى لتغطية مساراته. تحت اسم Clive Mildoon ، أودع مبلغ 21،500 دولار أسترالي نقدًا في بنك نيوزيلندا . الصراف الذي تعامل مع الأموال اكتشف لاحقًا "ميلدون" في بنك نيو ساوث ويلز . أدت الاستفسارات إلى علم الصراف أن الأموال كانت باسم جو ماركهام وأبلغ الشرطة المحلية. قضى ستونهاوس بعض الوقت في كوبنهاغن مع شيلا باكلي ، لكنه عاد لاحقًا إلى أستراليا ، غير مدرك أنه أصبح الآن تحت المراقبة. اشتبهت الشرطة في البداية في أنه اللورد لوكان ، الذي اختفى قبل أسبوعين من ستونهاوس بعد مقتل ساندرا ريفيت مربية أطفاله. وأشار المحققون إلى أن المشتبه به كان يقرأ الصحف البريطانية التي تضمنت أيضًا قصصًا تهاجم جون ستونهاوس "المتوفى مؤخرًا". اتصلوا بسكوتلاند يارد وطلبوا صور كل من اللورد لوكان وستونهاوس. عند القبض عليه أمرته الشرطة بخلع سرواله حتى يتمكنوا من التأكد مما إذا كان هو اللورد لوكان الذي كان لديه ندبة طولها ستة بوصات في باطن فخذه الأيمن. 

## الاعتقال وما بعده

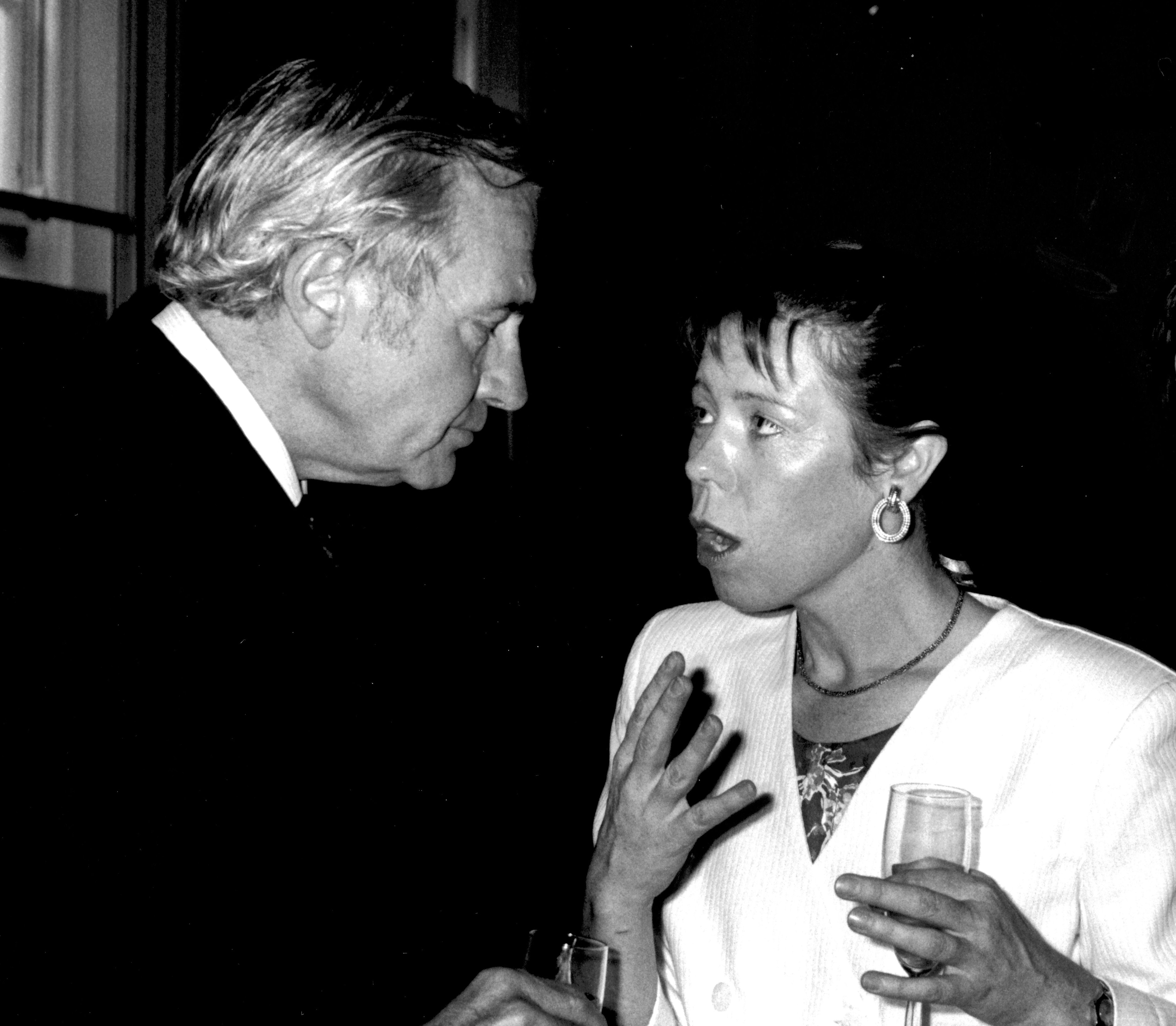
في حفلة بعد الظلام عام 1987

ألقي القبض على ستونهاوس في ملبورن في 24 ديسمبر 1974.  تقدم بطلب للحصول على منصب Steward و Bailiff of the Chiltern Hundreds أثناء وجوده في أستراليا (إحدى طرق استقالة النائب ) ، لكنه تراجع عن توقيع أوراق الطلب. بعد ستة أشهر من اعتقاله ، رُحّل إلى المملكة المتحدة وحاول الحصول على عروض لجوء من السويد أو موريشيوس. احتجز في سجن بريكستون حتى أغسطس 1975 عندما أفرج عنه بكفالة. واصل العمل نائبا و في 20 أكتوبر 1975 أدلى ببيان شخصي أمام مجلس العموم ، ذكر فيه أسباب اختفائه: 
لم يُطرد ستونهاوس على الرغم من عدم رضا حزب العمل عنه . كانت الأغلبية البرلمانية محدودة للغاية. في 4 أبريل 1976 ، حضر ستونهاوس مهرجان عيد القديس جورج الذي استضافه الحزب الوطني الإنجليزي : أكد لاحقًا أنه انضم إلى الحزب ، مما جعل حزب العمال حكومة أقلية .
دافع ستونهاوس عن 21 تهمة بالاحتيال والسرقة والتزوير والتآمر للاحتيال والتسبب في تحقيق الشرطة الكاذب وإضاعة وقت الشرطة . استمرت محاكمته 68 يومًا. في 6 أغسطس 1976 ، أدين وحكم عليه بالسجن سبع سنوات بتهمة الاحتيال.  وافق على الاستقالة من منصب مستشار الملكة الخاص في 17 أغسطس 1976  ليصبح واحدًا من ثلاثة أشخاص فقط استقالوا من مجلس الملكة الخاص في القرن العشرين. قدم ستونهاوس استقالته عبر طريق Chiltern Hundreds من مجلس العموم في 27 أغسطس 1976.  وفاز روبن هودجسون المحافظ في الانتخابات الفرعية اللاحقة . في أكتوبر 1976 ، أُعلن إفلاس ستونهاوس.
سُجن ستونهاوس في HM Prison Wormwood Scrubs . في 30 يونيو 1977 ، رفض مجلس اللوردات استئنافه ضد خمسة من التهم التي أدين بها. أثناء وجوده في السجن ، اشتكى من أن ورشة السجن التي يعمل فيها كانت تعزف موسيقى البوب على محطة الراديو. عندما تدهورت صحته ، تم نقله إلى HM Prison Blundeston في سوفولك.

## مشاكل صحية
في 14 أغسطس 1979 ، أطلق سراح ستونهاوس مبكرًا من السجن بسبب حسن السلوك ولأنه تعرض لثلاث نوبات قلبية ؛ أصيب بأول مرة في 18 أبريل 1977 ، والثاني بعد أربعة أيام ، وأزمة قلبية شديدة في 13 أغسطس 1978. في 6 سبتمبر 1978 عانى ستونهاوس من نوبة نقص تروية التاجية مما تطلب منه قضاء ثلاثة أيام في المستشفى. خضع لعملية قلب مفتوح في 7 نوفمبر 1978 استغرقت ست ساعات. 

## بعد الإفراج عنه
اعتبارًا من يناير 1980 ، كان ستونهاوس جامع تبرعات تطوعيًا لجمعية الروابط المجتمعية الخيرية التي تتخذ من شرق لندن مقراً لها. انضم إلى الحزب الديمقراطي الاجتماعي ، الذي اندمج لاحقًا مع الحزب الليبرالي ليصبح الحزب الديمقراطي الليبرالي . في يونيو 1980 ، سرح من الإفلاس. كتب ستونهاوس ثلاث روايات ، وظهر في التلفاز والبث الإذاعي خلال بقية حياته ، في الغالب فيما يتعلق بمناقشة اختفائه. في يونيو 1986 ظهر في برنامج Regrets على قناة TVS  وفي ديسمبر من ذلك العام على إذاعة BBC Radio 4 في برنامج المقابلات In The Psychiatrist's Chair مع أنتوني كلير .

## الحياة الشخصية
تزوج ستونهاوس من باربرا جوان سميث في عام 1948 ، وأنجبا ابنتان ، جين وجوليا ، وابن ، ماثيو. بعد طلاقهما عام 1978 ، تزوج ستونهاوس من عشيقته شيلا إليزابيث باكلي في هامبشاير في 31 يناير 1981. في ديسمبر 1982 ولد ابنهما جيمس ويليام جون.
نشرت جوليا ستونهاوس ، ابنة ستونهاوس ، قصة حياة والدها في عام 2021 بعنوان جون ستونهاوس ، والدي: القصة الحقيقية للنائب الهارب ؛ تم إصداره في وقت واحد تقريبًا مع كتاب بعنوان Stonehouse: Cabinet Minister ، Fraudster ، Spy ، من قبل محامي الدفاع الجنائي Julian Hayes ، وهو ابن شقيق ستونهاوس العظيم من خلال والد المؤلف ، مايكل هايز ، الذي كان ابن شقيق النائب ومحاميه.  تمتلك جوليا ستونهاوس موقعًا إلكترونيًا يحمل اسمًا تتساءل فيه عن مصداقية الكتب الأخرى والبث عن والدها.

## الوفاة
في 25 مارس 1988 ، انهار ستونهاوس أثناء تصوير نسخة من Central Weekend في برمنغهام أثناء تصوير برنامج عن الأشخاص المفقودين . وقد تلقى العلاج الطبي الطارئ في الاستوديو وتم استدعاء سيارة إسعاف. شخصت حالته على أنه يعاني من نوبة قلبية طفيفة وبقي في المستشفى العام بالمدينة طوال الليل.   بعد أقل من ثلاثة أسابيع ، في وقت مبكر من يوم 14 أبريل ، عانى من نوبة قلبية شديدة في منزله في ديلز واي في توتون ، هامبشاير ، حيث انتقل قبل ستة أشهر ، بعد أن عاش في لندن منذ إطلاق سراحه من السجن هناك في 20 Shirland Mews.  هذه المرة لم يتم إنقاذ ستونهاوس ، وتوفي في المستشفى في الساعة 2.30 صباحًا. حرقت جثته في باسيت جرين ، ساوثهامبتون ، في 22 أبريل 1988.  ونعاه النائب السابق بروس دوجلاس مان . في عام 1989 ، نُشرت روايته الرابعة بعد وفاته. ترك أقل من 70000 جنيه إسترليني وفقًا لوصيته المنشورة في 17 أغسطس 1988. 
المراجع
- Prohibited Immigrant، The Bodley Head، 1960، ISBN:978-1-135-35474-9 – Stonehouse's account of his 1959 African tour, which culminated in his deportation from Southern Rhodesia.
- Death of an Idealist، WH Allen, & Virgin Books، 25 نوفمبر 1975، ISBN:0-491-01615-8.
- My Trial، Star، يونيو 1976، ISBN:978-0-352-39749-2.
- Ralph، Jonathan Cape، 1982، ISBN:0-224-02019-6.
- The Baring Fault، Calder Publications، 15 مايو 1986، ISBN:0-7145-4106-0.
- Oil on the Rift، Robert Hale، 13 أغسطس 1987، ISBN:978-0-7090-3056-0.
- Who Sold Australia?، UK: Robert Hale، 30 مارس 1989، ISBN:978-0-7090-3623-4.

## روابط خارجية
- Hansard 1803–2005: contributions in Parliament by John Stonehouse
- صورة لجون ستونهاوس في معرض اللوحات القومي